# Headphone Injuries
Headphone Injuries es el segundo EP de la banda australiana Sick Puppies. Publicado el 20 de junio de 2006, en Adrenaline Records. El EP fue planeado originalmente para ser lanzado en el CD dentro de un mes o dos de su debut digital, Sin embargo, debido al éxito de la Free Hugs video musical de "All the Same", la banda optó por Sick Puppies, que contiene las mismas canciones que las lesiones auriculares con la adición de "All the Same". Es la primera versión que cuentan con Mark Goodwin en la batería.

## Lista de canciones
1. "My World" - 3:58
2. "Pitiful" - 3:44
3. "Asshole Father" - 2:59
4. "Deliverance" - 3:11

## Personal
- Shim Moore - voz principal, guitarra
- Emma Anzai - bajo, coros
- Mark Goodwin - batería